# ادواردو سوزا رئیس
ادواردو سوزا رییس (به پرتغالی: Eduardo Souza Reis) هافبک اهل برزیل است که در شهر Montanha و در تاریخ ۹ ژانویهٔ ۱۹۸۴ به دنیا آمده‌است.
ادواردو سوزا رئیس در تیم‌های فوتبال Fluminense سابقهٔ حضور دارد.